# Marco Lochmahr
Marco Lochmahr (* 9. Dezember 1987 in Illingen) ist ein deutscher Faustballer.
Während seiner Schulzeit wurde Marco Lochmahr aus dem württembergischen Illingen zum Spielführer sowohl im Verein wie auch in der Junioren-Nationalmannschaft. Als Zuspieler des TV Vaihingen/Enz hat er 2008 die deutsche Meisterschaft in der Halle und im Feld gewonnen. Außerdem wurde Lochmahr U 18-Weltmeister (2006) und U 21-Europameister (2006, 2007, 2008).  Bei der DM-Endrunde im März 2008 in Aschaffenburg ernannte ihn eine Jury zum besten Zuspieler. Lochmahr zählt zum Kader der deutschen Nationalmannschaft, war nach nur einem A-Länderspiel jedoch nicht für die Weltmeisterschaft im August 2007 in Oldenburg und Umgebung nominiert worden. Eine Verletzung an der Hand, die er sich beim abschließenden Lehrgang zuzog, stand einer Nominierung für die Männer-EM 2008 in Stuttgart im Wege.
2007 erlangte Lochmahr sein Abitur am Gymnasium in Mühlacker. Danach begann er ein Maschinenbau-Studium an der Universität Karlsruhe. 
Der damalige Trainer der deutschen Junioren, Olaf Neuenfeld, wurde bei der Endrunde im Frühjahr 2005 in Coburg auf Marco Lochmahr aufmerksam. In einem Interview mit der Pforzheimer Zeitung (Februar 2007) lobte Neuenfeld, inzwischen Nationaltrainer bei den Männern, Einstellung und Weitblick des jungen Spielers von Vaihingen/Enz. Im Verein engagiert sich Marco Lochmahr als Trainer der Frauen (2. Bundesliga) und als Betreuer der C-Jugend. Er hat einen um ein Jahr jüngeren Bruder (Ingo), der im selben Verein spielt und ebenfalls schon dem Kreis der deutschen Junioren-Auswahl angehörte. Einst war auch Vater Klaus Lochmahr (NLV Vaihingen) in der ersten Liga eine feste Größe gewesen.